# Palau Benci Zecchini
El Palau Girardi Zecchini o Benci Zecchini alla Madonna dell'Orto és un palau del segle XV situat a prop de l'església de la Madonna dell'Orto al barri de Cannaregio de Venècia.

## Història
El palau va ser fundat per la família Lioncini als afores de la ciutat i va passar a ser propietat de la família Mazza el 1575. La família Girardi, originària de Bèrgam, que més tard va adquirir el cognom Zecchini per matrimoni, va reconstruir parcialment el palau. Els seus símbols heràldics estan esculpits al pou del pati. Però la construcció va avançar lentament i el marbre destinat a aquest palau va ser venut a la família Pesaro per al seu palau a la parròquia de San Stae el 1635.
El nom Benzi va ser donat a la família Zecchini quan Valeria, filla de Laura Girardi Zecchini i Benigno Benci d'una família torinesa, es va casar el 1635. El 1828, Elisabetta Casser, vídua de l'últim descendent de Benzi-Zecchini, va deixar el palau el 1837 a la Casa di Ricovero de Venècia, que es va convertir en un orfenat, on es podien portar els nens amb cistelles des del canal.
També hi ha Villa Benzi Zecchini al municipi de Caerano San Marco, que també va ser donada per Elisabetta al municipi per a l'atenció dels malalts. La vil·la ara s'utilitza per a esdeveniments culturals i exposicions.